# Ludwig Wilkens
Ludwig Wilkens (* 2. August 1963 in Friesoythe, Niedersachsen) ist ein deutscher Facharzt für Pathologie und Molekularpathologie. Er ist Chefarzt am Institut für Pathologie des Klinikums Region Hannover.

## Leben
Wilkens wuchs in Sedelsberg (Gemeinde Saterland) auf. Er studierte nach dem Wehrdienst von 1984 bis 1990 Humanmedizin und absolvierte von 1990 bis 2001 seine Ausbildung zum Facharzt am Institut für Pathologie und am Institut für Zell- und Molekularpathologie der Medizinischen Hochschule Hannover (MHH). Nach der Habilitation für Pathologische Anatomie und Pathologie war er bis 2006 Oberarzt sowie Leitender Oberarzt am Institut für Pathologie und am Institut für Zell- und Molekularpathologie der MHH. 2006 wechselte Wilkens als leitender Arzt an das Institut für Pathologie der Universität Bern. Seit 2009 ist Wilkens Chefarzt am Institut für Pathologie des Klinikums Region Hannover.

## Wissenschaftlicher Beitrag
Seine wissenschaftliche Grundausbildung erhielt Wilkens bei Gyula Kovacs. Forschungsschwerpunkt war die cytogenetische Analyse von Nierenzelltumoren. Mittels RFLP analysierte Wilkens cytogenetische Veränderungen am Chromosom 3 bei Nierenzellkazinomen und promovierte hierüber. Nach Aufnahme seiner Tätigkeit als Assistent in der Pathologie baute Wilkens seine Kenntnisse in der Cytogenetik weiter aus und beschäftigte sich mit genetischen Veränderungen bei hämatologischen Neoplasien. Daneben beschäftigte er sich weiter mit der Genetik solider Tumoren. Diese Arbeiten führte er unter Brigitte Schlegelberger fort. Besonderes Interesse zeigte Wilkens in der Analyse der chromosomalen Instabilität solider Tumore insbesondere hepatocellulärer Karzinome (HCC). Hierzu wurden mittels der Fluoreszenz in situ Hybridisierung (FISH) und der Comparative Genomic Hybridisation (CGH) systematisch HCC hinsichtlich wiederkehrender chromosomaler Aberrationen untersucht. Deutlich wurde, dass durch distinkte Aberrationen an den Chromosomen 1 und 8 zwischen hepatocellulären Karzinomen und Adenomen unterschieden werden konnte. Weiterhin erfolgte der Vergleich der genetischen Veränderungen in der Gruppe der HCC unter besonderer Berücksichtigung der histomorphologischen Differenzierung. Insgesamt kommt es bei der Dedifferenzierung des HCC zu einer zunehmenden cytogenetischen Instabilität, möglicherweise als Folge auch einer Telomerverkürzung und dem Auftreten spezifischer Chromosomenaberrationen. In ergänzenden Analysen zur Genexpression ergaben sich weitere Zusammenhänge in diese Richtung. Berücksichtigung fanden in weiteren Arbeiten die Genese der HCC, vornehmlich virale Infektionen mit Hepatitis B und C Viren. Bestätigt werden konnten diese Abläufe in Zelllinien, die einen Grundtyp an chromosomalen Veränderungen aufzeigen, die sich über zahlreiche Passagen erhalten. Letztlich zeigt sich ein enges Geflecht aus auslösendem Agens, typischen chromosomalen Veränderungen, der Histologie und der Expression von Gengruppen.

## Mitgliedschaften in wissenschaftlichen Vereinigungen
- Deutsche Gesellschaft für Pathologie
- Berufsverband der Deutschen Pathologen (Landesvorsitzender Niedersachsen)
- Internationale Akademie für Pathologie
- Internationale Gesellschaft für Cytologie
- Schweizerische Gesellschaft für Pathologie

## Publikationen
- Publikationsliste Research Gate